# Holcocera homochromatica
Holcocera homochromatica é uma espécie de mariposa do gênero Holcocera pertencente à família Coleophoridae.